# Circuit de Wallonie
Cette course ne doit pas être confondue avec le Tour de Wallonie et le Grand Prix de Wallonie
Le Circuit de Wallonie est une course cycliste sur route masculine disputée en Région wallonne, en Belgique. Elle fait partie du calendrier de l'UCI Europe Tour en catégorie 1.1.

## Histoire
Créé en 1966 à Wanfercée-Baulet, Le Circuit de Wallonie s'est appelé Circuit du Hainaut jusqu'en 2003. En 2011, la course s'ouvre aux professionnels et intègre l'UCI Europe Tour. 
L'épreuve garde son statut de 1.2, jusqu'en  2015, au départ de Wanfercée-Baulet. Ensuite une délocalisation vers Mont-sur-Marchienne a lieu en 2016. A ce jour, Le circuit de Wallonie, de statut 1.1, prend son envol de la place verte à Charleroi le jeudi de l'Ascension. Il est resté pendant plusieurs décennies une référence à Fleurus, il suffit de voir le palmarès des épreuves organisées avant 2016.[pas clair].
Depuis 2019, l'épreuve est une des manches de la Coupe de Belgique sur route.
L'édition 2020 est annulée en raison de la pandémie de coronavirus,. 
Les organisateurs ont annoncé par communiqué l’annulation de l’édition 2025 de la course. Ils ont expliqué leur décision par des "contraintes budgétaires et logistiques".

## Palmarès
| Année               | Vainqueur                   | Deuxième                 | Troisième              |                  |
| ------------------- | --------------------------- | ------------------------ | ---------------------- | ---------------- |
| Circuit du Hainaut  |                             |                          |                        |                  |
| 1966                | Roger Rosiers               | Valère Van Sweevelt      | Romain Furnière        |                  |
| 1967                | Joseph Schoeters            | Willy De Geest           | Romain Pauwels         |                  |
| 1968                | Joseph Schoeters            | Ronald De Witte          | Englebert Opdebeeck    |                  |
| 1969                | Paul Crapez                 | Jean-Pierre Monseré      | Gustaaf Van Roosbroeck |                  |
| 1970                | Willy Abbeloos              | Theo Dockx               | Luc Van Den Daele      |                  |
| 1971                | Michel Van Vlierden         | Eric Wijckaert           | Ludo Van Der Linden    |                  |
| 1972                | Lucien De Brauwere          | André Coppers            | Karel Sels             |                  |
| 1973                | Roger De Beukelaer          | Jean Van der Stappen     | Marc Steels            |                  |
| 1974                | Jos Gysemans                | Marc Renier              | Luc Leman              |                  |
| 1975                | Ferdi Van Den Haute         | Dirk Ongenae             | Ronan De Meyer         |                  |
| 1976                | André Van den Steen         | Pierre Sonnet            | Rudy Pevenage          |                  |
| 1977                | René Martens                | Jean-Claude Rogge        | Ludo Theunis           |                  |
| 1978                | Daniel Willems              | Alfons De Wolf           | Ronny Van Holen        |                  |
| 1979                | Etienne De Wilde            | Guy Nulens               | Paul Haghedooren       |                  |
| 1980                | Paul Haghedooren            | Raoul Bruyndonckx        | Gerrit Van Gestel      |                  |
| 1981                | Kurt Dockx                  | Marc Sergeant            | Marc Vandenbrande      |                  |
| 1982                | Patrick Cocquyt             | Wim Van Eynde            | Yves Godimus           |                  |
| 1983                | Diederik Foubert            | Robert D'Hont            | Rudy Patry             |                  |
| 1984                | Stefan Van Leeuwe           | John Dekeukelaere        | Patrick Toelen         |                  |
| 1985                | Stefan Van Leeuwe           | Dirk Clarysse            | Ronny Van Sweevelt     |                  |
| 1986                | Peter Roes                  | Erik Peeters             | Guido Verdeyen         |                  |
| 1987                | Peter De Clercq             | Kurt Van Keirsbulck      | Jean-Marie Vernie      |                  |
| 1988                | Jean-François Brasseur      | Frank Francken           | Johan Verstrepen       |                  |
| 1989                | Michel Stasse               | Daniël Van Steenbergen   | Eric De Clercq         |                  |
| 1990                | Johan Remels                | Peter Van Petegem        | Wim Vervoort           |                  |
| 1991                | Fabrice Dejardin            | Arvis Piziks             | Pierre Herinne         |                  |
| 1992                | Nico Desmet                 | Wim van de Meulenhof     | Jürgen Opeel           |                  |
| 1993                | Caspar van der Meer         | Franky De Buyst          | Geert Verheyen         |                  |
| 1994                | Yannick Cornelis            | Patrick Roelandt         | Wim van de Meulenhof   |                  |
| 1995                | Rik Verbrugghe              | Sébastien Demarbaix      | Mikhaylo Khalilov      |                  |
| 1996                | Fabien De Waele             | Koen Das                 | Steve De Wolf          |                  |
| 1997                | Wim Heselmans               | Karel Vereecke           | Günther Stockx         |                  |
| 1998                | Danny Swinnen               | Sébastien Van Den Abeele | Steven Van Aken        |                  |
| 1999                | Marcel Duijn                | Fabian Wegmann           | Björn Leukemans        |                  |
| 2000                | Jan Verstraeten             | Nico Sijmens             | Andy Cappelle          |                  |
| 2001                | Dmitri Mouraviov            | Tom Boonen               | Jurgen Van Goolen      |                  |
| 2002                | Johan Vansummeren           | Gert Steegmans           | Cédric Coutouly        |                  |
| 2003                | Preben Van Hecke            | Jens Renders             | Thomas Dekker          |                  |
| Circuit de Wallonie |                             |                          |                        |                  |
| 2004                | Gianni Meersman             | Pierre Drancourt         | Tom Stamsnijder        |                  |
| 2005                | Erik Lievens                | Jelle Vanendert          | Steven Vandenbussche   |                  |
| 2006                | Nikolas Maes                | Geert Steurs             | Jürgen Roelandts       |                  |
| 2007                | Francis De Greef            | Sander Armée             | Pieter Vanspeybrouck   |                  |
| 2008                | Ben Hermans                 | Romain Zingle            | Thomas De Gendt        |                  |
| 2009                | Romain Zingle               | Walt De Winter           | Jens Keukeleire        |                  |
| 2010                | Thomas Degand               | Jérôme Giaux             | Dries Hollanders       |                  |
| 2011                | Diego Tamayo                | Walt De Winter           | Jeroen Hoorne          |                  |
| 2012                | Reinardt Janse van Rensburg | Kenneth Vanbilsen        | Kevin Claeys           |                  |
| 2013                | Sébastien Delfosse          | Pierre Drancourt         | Matthias Allegaert     |                  |
| 2014                | Maurits Lammertink          | Dimitri Claeys           | Floris De Tier         |                  |
| 2015                | Stef Van Zummeren           | Philipp Walsleben        | Gianni Vermeersch      |                  |
| 2016                | Kévin Lalouette             | Gianni Marchand          | Olivier Chevalier      |                  |
| 2017                | Maarten van Trijp           | Ludovic Robeet           | Rob Leemans            |                  |
| 2018                | Mikkel Honoré               | Niklas Larsen            | Ross Lamb              |                  |
| 2019                | Thomas Boudat               | Baptiste Planckaert      | Niki Terpstra          |                  |
| 2020                | annulé/abandonné            | annulé/abandonné         | annulé/abandonné       | annulé/abandonné |
| 2021                | Christophe Laporte          | Marc Sarreau             | Laurence Pithie        |                  |
| 2022                | Andrea Pasqualon            | Axel Zingle              | Philippe Gilbert       |                  |
| 2023                | Jordi Meeus                 | Lionel Taminiaux         | Timo Kielich           |                  |
| 2024                | Arnaud De Lie               | Axel Zingle              | Matthew Brennan        |                  |
| 2025                | annulé/abandonné            | annulé/abandonné         | annulé/abandonné       | annulé/abandonné |